# Leif Lindmark
Leif Göran Lindmark, född 1 mars 1946 i Boden, är en svensk företagsekonom, professor och akademisk ledare. Han är professor emeritus i företagsekonomi, med inriktning mot entreprenörskap och småföretagande, vid Handelshögskolan i Stockholm. 
Lindmark disputerade 1976 vid Umeå universitet. Han blev 1989 professor vid Handelshögskolan i Umeå där han också var prefekt för den företagsekonomiska institutionen. 1996 utsågs han till VD för Internationella Handelshögskolan i Jönköping och gick sedan år 2000 vidare till Handelshögskolan i Stockholm, där han var rektor fram till 2003. Därigenom var han garanterad en plats i Handelshögskolan i Stockholms direktion, högskolans högsta verkställande organ.
Lindmarks forskning kretsade ursprungligen kring frågor rörande regional näringspolitik, industristöd och strukturomvandlíng. På senare tid har intresset tydligare inriktats mot entreprenörskapets förutsättningar och dynamiken i svenskt näringsliv.
Han blev 1999 ledamot av Ingenjörsvetenskapsakademien.